# Équipe du Japon féminine de handball
Dernière mise à jour : 28 décembre 2023.
L'équipe du Japon féminine de handball représente la fédération japonaise de handball lors des compétitions internationales, notamment aux Jeux olympiques et aux championnats du monde.
À l'échelle continentale, si les Japonaises subissent la domination des Sud-coréennes, elles ont malgré tout remporté une fois le Championnat d'Asie en 2004 et une fois les Jeux asiatiques en 2022.

## Palmarès
Le palmarès du Japon en compétitions internationales est
Championnats d'Asie
- : 2004
- : 1991, 2000, 2015, 2017
- : 1986, 1989, 1995, 1997, 2006, 2008, 2012

Jeux asiatiques
- : 2022
- : 1994, 2010, 2014
- : 1998, 2006, 2018

## Parcours détaillé

### Jeux olympiques
| Édition     | Rang          | J             | V             | N             | D             | BP            | BC            | Diff          |               |
| ----------- | ------------- | ------------- | ------------- | ------------- | ------------- | ------------- | ------------- | ------------- | ------------- |
| 1976        | 5e/6          | 5             | 1             | 0             | 4             | 72            | 115           | -43           |               |
| 1980 à 2016 | non qualifiée | non qualifiée | non qualifiée | non qualifiée | non qualifiée | non qualifiée | non qualifiée | non qualifiée | non qualifiée |
| 2020        | 12e/12        | 5             | 1             | 0             | 4             | 124           | 150           | -26           |               |
| 2024        | non qualifiée | non qualifiée | non qualifiée | non qualifiée | non qualifiée | non qualifiée | non qualifiée | non qualifiée | non qualifiée |
| Total       | 2 / 12        | 10            | 2             | 0             | 8             | 196           | 165           | 31            |               |

### Championnats du monde
| 1957 | non qualifiée | non qualifiée | non qualifiée | non qualifiée | non qualifiée | non qualifiée | non qualifiée | non qualifiée | non qualifiée |
| 1962 | 9e/9          | 9e/9          | 9e/9          | 9e/9          | 9e/9          | 9e/9          | 9e/9          | 9e/9          | 9e/9          |
| 1965 | 7e/8          | 7e/8          | 7e/8          | 7e/8          | 7e/8          | 7e/8          | 7e/8          | 7e/8          | 7e/8          |
| 1968 | annulé        | annulé        | annulé        | annulé        | annulé        | annulé        | annulé        | annulé        | annulé        |
| 1971 | 9e/9          | 9e/9          | 9e/9          | 9e/9          | 9e/9          | 9e/9          | 9e/9          | 9e/9          | 9e/9          |
| 1973 | 10e/12        | 10e/12        | 10e/12        | 10e/12        | 10e/12        | 10e/12        | 10e/12        | 10e/12        | 10e/12        |
| 1975 | 10e/12        | 10e/12        | 10e/12        | 10e/12        | 10e/12        | 10e/12        | 10e/12        | 10e/12        | 10e/12        |
| 1978 | non qualifiée | non qualifiée | non qualifiée | non qualifiée | non qualifiée | non qualifiée | non qualifiée | non qualifiée | non qualifiée |
| 1982 | non qualifiée | non qualifiée | non qualifiée | non qualifiée | non qualifiée | non qualifiée | non qualifiée | non qualifiée | non qualifiée |
| 1986 | 14e/16        | 14e/16        | 14e/16        | 14e/16        | 14e/16        | 14e/16        | 14e/16        | 14e/16        | 14e/16        |

| 1990   | non qualifiée | non qualifiée | non qualifiée | non qualifiée | non qualifiée | non qualifiée | non qualifiée | non qualifiée | non qualifiée |
| 1993   | non qualifiée | non qualifiée | non qualifiée | non qualifiée | non qualifiée | non qualifiée | non qualifiée | non qualifiée | non qualifiée |
| / 1995 | 15e/20        | 15e/20        | 15e/20        | 15e/20        | 15e/20        | 15e/20        | 15e/20        | 15e/20        | 15e/20        |
| 1997   | 17e/20        | 17e/20        | 17e/20        | 17e/20        | 17e/20        | 17e/20        | 17e/20        | 17e/20        | 17e/20        |
| / 1999 | 17e/20        | 17e/20        | 17e/20        | 17e/20        | 17e/20        | 17e/20        | 17e/20        | 17e/20        | 17e/20        |
| 2001   | 20e/20        | 20e/20        | 20e/20        | 20e/20        | 20e/20        | 20e/20        | 20e/20        | 20e/20        | 20e/20        |
| 2003   | 16e/20        | 16e/20        | 16e/20        | 16e/20        | 16e/20        | 16e/20        | 16e/20        | 16e/20        | 16e/20        |
| 2005   | 18e/20        | 18e/20        | 18e/20        | 18e/20        | 18e/20        | 18e/20        | 18e/20        | 18e/20        | 18e/20        |
| 2007   | 19e/20        | 19e/20        | 19e/20        | 19e/20        | 19e/20        | 19e/20        | 19e/20        | 19e/20        | 19e/20        |
| 2009   | 16e/20        | 16e/20        | 16e/20        | 16e/20        | 16e/20        | 16e/20        | 16e/20        | 16e/20        | 16e/20        |

| 2011   | 14e/20  | 14e/20 | 14e/20 | 14e/20 | 14e/20 | 14e/20 | 14e/20 | 14e/20 | 14e/20 |
| 2013   | 15e/20  | 15e/20 | 15e/20 | 15e/20 | 15e/20 | 15e/20 | 15e/20 | 15e/20 | 15e/20 |
| 2015   | 19e/20  | 19e/20 | 19e/20 | 19e/20 | 19e/20 | 19e/20 | 19e/20 | 19e/20 | 19e/20 |
| 2017   | 16e/20  | 16e/20 | 16e/20 | 16e/20 | 16e/20 | 16e/20 | 16e/20 | 16e/20 | 16e/20 |
| 2019   | 10e/20  | 10e/20 | 10e/20 | 10e/20 | 10e/20 | 10e/20 | 10e/20 | 10e/20 | 10e/20 |
| 2021   | 11e/32  | 11e/32 | 11e/32 | 11e/32 | 11e/32 | 11e/32 | 11e/32 | 11e/32 | 11e/32 |
| / 2023 | 17e/32  | 17e/32 | 17e/32 | 17e/32 | 17e/32 | 17e/32 | 17e/32 | 17e/32 | 17e/32 |
| Total  | 21 / 26 |        |        |        |        |        |        |        |        |

#### Championnat du monde 2021
La sélection japonaise réalise un beau parcours lors du championnat du monde 2021.
Emmenées par un nouveau sélectionneur, Shigeo Kusumoto, les Japonaises affrontent au premier tour, le Brésil, la Croatie et le Paraguay. Après une nette victoire face au Paraguay (40-17), les Japonaises s'inclinent contre le Brésil après un match disputé (29-25) avant de réussir à s'imposer à la dernière journée face à la Croatie, médaille de bronze lors du précédent championnat d'Europe sur le score de 28 à 26. Ces résultats permettent aux Japonaises de se qualifier pour le tour principal.
Au tour principal, les Japonaises s'inclinent de justesse face au pays hôte espagnol, sur le score de 28 à 26, avant d'enchaîner deux succès face à l'Autriche (32-30) puis l'Argentine (31-27). Le Japon termine le tour principal à la 3e place avec 6 points, à seulement 2 points de la 2e place (occupée par le Brésil) qui aurait été synonyme d'une qualification historique pour les quarts de finale.

#### Championnat du monde 2023
Lors du championnat du monde 2023 organisé au Danemark, en Norvège et en Suède, les Japonaises affrontent au premier tour, l'Allemagne, la Pologne et l'Iran. Les Japonaises s'inclinent de peu contre les Allemandes (31-30) avant de s'incliner à nouveau sur un petit écart contre la Pologne (32-30). La qualification pour le tour principal sera obtenue à la suite d'une nette victoire contre l'Iran (42-10).
Les Japonaises débutent le tour principal par un authentique exploit, en battant le Danemark, sur le score de 27 à 26, les danoises qui jouaient pourtant devant leur public sur le parquet de Herning et qui terminera médaillée de bronze de la compétition. Les joueuses de Shigeo Kusumoto s'inclineront ensuite face à la Roumanie (32-28) avant de quitter la compétition sur un succès face à la Serbie (22-20). Malgré de bonnes prestations, l'équipe terminera avant-dernière de sa poule du tour principal.

### Championnats d'Asie
| 1987 (en) | / 6    | / 6    | / 6    | / 6    | / 6    | / 6    | / 6    | / 6    | / 6    |
| 1989 (en) | / 5    | / 5    | / 5    | / 5    | / 5    | / 5    | / 5    | / 5    | / 5    |
| 1991 (en) | / 5    | / 5    | / 5    | / 5    | / 5    | / 5    | / 5    | / 5    | / 5    |
| 1993 (en) | 4e / 7 | 4e / 7 | 4e / 7 | 4e / 7 | 4e / 7 | 4e / 7 | 4e / 7 | 4e / 7 | 4e / 7 |
| 1995 (en) | / 4    | / 4    | / 4    | / 4    | / 4    | / 4    | / 4    | / 4    | / 4    |
| 1997 (en) | / 5    | / 5    | / 5    | / 5    | / 5    | / 5    | / 5    | / 5    | / 5    |
| 1999 (en) | / 5    | / 5    | / 5    | / 5    | / 5    | / 5    | / 5    | / 5    | / 5    |

| 2000 (en) | / 7    | / 7    | / 7    | / 7    | / 7    | / 7    | / 7    | / 7    | / 7    |
| 2002 (en) | 4e / 7 | 4e / 7 | 4e / 7 | 4e / 7 | 4e / 7 | 4e / 7 | 4e / 7 | 4e / 7 | 4e / 7 |
| 2004 (en) | / 4    | / 4    | / 4    | / 4    | / 4    | / 4    | / 4    | / 4    | / 4    |
| 2006 (en) | / 4    | / 4    | / 4    | / 4    | / 4    | / 4    | / 4    | / 4    | / 4    |
| 2008 (en) | / 10   | / 10   | / 10   | / 10   | / 10   | / 10   | / 10   | / 10   | / 10   |
| 2010 (en) | 4e / 8 | 4e / 8 | 4e / 8 | 4e / 8 | 4e / 8 | 4e / 8 | 4e / 8 | 4e / 8 | 4e / 8 |
| 2012 (en) | / 12   | / 12   | / 12   | / 12   | / 12   | / 12   | / 12   | / 12   | / 12   |

| 2015 (en) | / 9   | / 9  | / 9  | / 9  | / 9  | / 9  | / 9  | / 9  | / 9  |
| 2017 (en) | / 8   | / 8  | / 8  | / 8  | / 8  | / 8  | / 8  | / 8  | / 8  |
| 2018 (en) | / 10  | / 10 | / 10 | / 10 | / 10 | / 10 | / 10 | / 10 | / 10 |
| 2021 (en) | / 11  | / 11 | / 11 | / 11 | / 11 | / 11 | / 11 | / 11 | / 11 |
| 2023      | / 11  | / 11 | / 11 | / 11 | / 11 | / 11 | / 11 | / 11 | / 11 |
| Total     | 19/19 |      |      |      |      |      |      |      |      |

### Jeux asiatiques
| 1990 (en) | 5e / 6 | 5e / 6 | 5e / 6 | 5e / 6 | 5e / 6 | 5e / 6 | 5e / 6 | 5e / 6 | 5e / 6 |
| 1994 (en) | / 4    | / 4    | / 4    | / 4    | / 4    | / 4    | / 4    | / 4    | / 4    |
| 1998 (en) | / 6    | / 6    | / 6    | / 6    | / 6    | / 6    | / 6    | / 6    | / 6    |
| 2002 (en) | 4e / 5 | 4e / 5 | 4e / 5 | 4e / 5 | 4e / 5 | 4e / 5 | 4e / 5 | 4e / 5 | 4e / 5 |
| 2006      | / 8    | / 8    | / 8    | / 8    | / 8    | / 8    | / 8    | / 8    | / 8    |
| 2010 (en) | / 9    | / 9    | / 9    | / 9    | / 9    | / 9    | / 9    | / 9    | / 9    |

| 2014 (en) | / 9      | / 9      | / 9      | / 9      | / 9      | / 9      | / 9      | / 9      | / 9      |
| 2018 (en) | / 10     | / 10     | / 10     | / 10     | / 10     | / 10     | / 10     | / 10     | / 10     |
| 2022 (en) | / 9      | / 9      | / 9      | / 9      | / 9      | / 9      | / 9      | / 9      | / 9      |
| 2026      | qualifié | qualifié | qualifié | qualifié | qualifié | qualifié | qualifié | qualifié | qualifié |
| Total     | 9/9      |          |          |          |          |          |          |          |          |

## Effectif
L'effectif de l'équipe Jeux olympiques de 2020 est :